# 尚美学園大学
尚美学園大学（しょうびがくえん だいがく、英語: Shobi University）は、埼玉県川越市豊田町一丁目1番地1号に本部を置く日本の私立大学。1926年創立、2000年大学設置。
前身の尚美学園短期大学を改組し、芸術情報学部と総合政策学部の2学部からなる4年制大学として発足した。

## 概要
元来は音楽・情報系の短期大学であったが、2000年に4年制大学に改組された際、総合政策学部に総合政策学科、芸術情報学部に情報表現学科と音楽表現学科がそれぞれ設置された。2007年には前者にライフマネジメント学科が、後者には2015年に音楽応用学科と舞台表現学科が設立された。2020年4月には、総合政策学部ライフマネジメント学科スポーツコースを改組し、スポーツマネジメント学部スポーツマネジメント学科を設置した。
音響学（情報表現学科）、ポピュラー音楽やジャズ（音楽表現学科）、音楽ビジネス（音楽応用学科）、ミュージカルや演劇（舞台表現学科）、文化政策学や博物館学、スポーツマネジメント（ライフマネジメント学科）を学ぶことができる科目を設けている。

## 沿革
出典:公式ウェブサイト「尚美学園大学沿革」による。
- 1926年 - 音楽家の赤松直、私塾「尚美音楽院」（ヴァイオリン科、ピアノ科）を東京府東京市本郷真砂町31番地（東京都文京区本郷）に開設（現・尚美ミュージックカレッジ専門学校の前身）。ヴァイオリン科、ピアノ科を設置[1]
- 1954年 - 尚美音楽院に音大受験科を開設
- 1959年 - 尚美音楽院が各種学校の「尚美高等音楽学園」となる。学園長に赤松直が就任
- 1966年 - 学園長に赤松憲樹（赤松直の四男）が就任
- 1967年 - 学校法人尚美高等音楽学園となる。理事長に赤松ヤスが就任
- 1968年 - 中学校音楽教育養成科を開設
- 1972年 - 法人名を学校法人尚美高等音楽学園から「学校法人尚美学園」に、学校名を尚美高等音楽学園から「尚美高等音楽学院」に改称。理事長に赤松憲樹が就任
- 1974年 - 財団法人音楽教育研究所が本学園に移管。理事長に赤松憲樹が就任
- 1976年 - 各種学校から専修学校の「尚美高等音楽学院」となる。ディプロマコースを開設
- 1981年 - 尚美音楽短期大学を「上福岡キャンパス」（埼玉県川越市下松原655）に開学[2]（音楽学科、音楽情報学科[3]）。学長に赤松憲樹が就任
- 1982年 - 理事長に赤松憲樹が就任
- 1983年 - 財団法人音楽教育研究所を改組して「財団法人日本音楽教育文化振興会」設立
- 1984年 - 「東京音楽音響マスコミ専門学院」認可
- 1985年 - 尚美高等音楽学院を「東京コンセルヴァトアール尚美」に校名変更
- 1986年 - 尚美音楽短期大学を尚美学園短期大学に校名変更。尚美学園短期大学に音楽ビジネス学科を開設[4]。東京音楽音響マスコミ専門学院を「東京音楽音響ビジネス専門学院」に校名変更
- 1989年 - 東京音楽音響ビジネス専門学院を「東京音楽音響ビジネス専門学校」に、東京コンセルヴァトアール尚美を「専門学校東京コンセルヴァトワール尚美」に校名変更
- 1990年 - 尚美学園短期大学に情報コミュニケーション学科開設。皇太子徳仁が尚美学園バリオホールに行啓
- 1991年 - 専門学校東京コンセルヴァトアール尚美と東京音楽音響ビジネス専門学校を統合し、「専門学校東京コンセルヴァトアール尚美」とする
- 1996年 - 「尚美人間科学総合研究センター」設立
- 1998年 - 専門学校東京コンセルヴァトアール尚美を「専門学校東京ミュージックアンドメディアアーツ尚美」に校名変更
- 2000年 - 尚美学園大学開学（総合政策学部総合政策学科、芸術情報学部情報表現学科、同音楽表現学科）、上福岡キャンパスの地に芸術情報学部を設置。川越キャンパスを開設（埼玉県川越市豊田本1373番地・現・同市豊田町一丁目1番1号）し、総合政策学部を設置。学長に堀江湛が就任
- 2004年 - 尚美学園大学大学院総合政策研究科政策行政専攻修士課程を開設、学校法人尚美学園理事長に髙野文雄が就任
- 2006年 - 尚美学園大学大学院芸術情報研究科情報表現専攻修士課程、音楽表現専攻修士課程を開設
- 2007年 - 総合政策学部にライフマネジメント学科開設
- 2008年 - 学長に松田義幸が就任
- 2009年 - 学校法人尚美学園理事長と学長を松田義幸が兼任。尚美学園大学に尚美総合芸術センターを付置[注釈 1]
- 2010年 - 専門学校東京ミュージックアンドメディアアーツ尚美を「尚美ミュージックカレッジ専門学校」に校名変更
- 2013年 - 上福岡キャンパスを閉鎖し、川越キャンパスに統合。同年、音楽ホール「尚美パストラルホール」が落成[6][注釈 2][8]　　　　- 第14回総合政策学部学生懸賞論文 開催。【最優秀賞】 堀  優也【優秀賞】曽山 敦史、大野 俊貴
- 2014年 - 学長に田邉敏憲が就任
- 2015年 - 芸術情報学部に音楽応用学科、舞台表現学科開設[6][注釈 3]
- 2016年 - 学長および理事長に久保公人が就任
- 2018年 - 総合政策学部総合政策学科新コース（公共・社会貢献コース、経営プランニングコース、ビジネスプロフェッショナルコース）、同ライフマネジメント学科アート＆カルチャーコース導入
- 2019年 - 芸術情報学部情報表現学科カリキュラムを改訂
- 2020年 - 総合政策学部ライフマネジメント学科スポーツコースを改組し、スポーツマネジメント学部スポーツマネジメント学科を開設

## 組織

### 学部
2021年度入学生の学部・学科
- 芸術情報学部
  - 情報表現学科
    - 音響・映像・照明コース
    - CG・イラスト・アニメコース
    - 美術・デザインコース
    - ゲーム・ゲームサウンドコース
    - 情報・アプリコース
    - SNSコース

  - 音楽表現学科
    - クラシックコース
    - ポップスコース

  - 音楽応用学科
    - 音楽メディアコース
    - 音楽ビジネスコース

  - 舞台表現学科
    - ミュージカル・オペラコース
    - 演劇コース
    - ダンスコース
- 総合政策学部
  - 総合政策学科
    - 公共・社会貢献コース
    - 経営プランニングコース
    - ビジネスプロフェッショナルコース
- スポーツマネジメント学部
  - スポーツマネジメント学科

### 大学院
2021年度入学生の研究科・専攻
- 芸術情報研究科
  - 情報表現専攻（修士課程）
    - 映像・音響分野
    - CG・美術分野
    - ゲーム・ソーシャルネットワーク分野

  - 音楽表現専攻（修士課程）
    - ピアノ分野
    - 管弦打楽器分野
    - 声楽分野
    - ジャズ＆コンテンポラリー分野
    - 音楽創作分野
    - 音楽教育分野
    - アート・マネジメント分野
- 総合政策研究科
  - 政策行政専攻（修士課程）
    - 政治・公共政策コース
    - 経済・経営コース

## 歴代学長
初代 - 堀江湛（2000年-2008年）- 元慶應義塾大学法学部学部長。同名誉教授。元地方分権推進委員会・委員長代理。
第2代 - 松田義幸（2008年-2014年）- 元実践女子大学教授。筑波大学大学院客員教授。森永エンゼル財団理事。
第3代 - 田邉敏憲（2014年-2015年）- 元日本銀行長崎支店長。元富士通総研経済研究所主席研究員。元洗足学園大学教授。
第4代 - 松田義幸（2015年-2016年）- 理事長兼任。
第5代 - 久保公人（2016年-2024）- 理事長兼任。文部科学省教育助成局施設助成課長、同省高等教育局主任大学改革官、同局私学部私学行政課長、生涯学習政策局政策課長、同生涯学習総括官、大臣官房人事課長、高等教育局担当審議官、スポーツ・青少年局長、米国NSFフェロー、北九州市企画局長、東京大学理事等。
第6代 - 永山賀久（2024年-）- 理事長兼任。徳島県教育委員会義務教育課長、在オーストラリア日本国大使館一等書記官、文部科学省大臣官房審議官（スポーツ・青少年局担当）、放送大学学園理事、文部科学省初等中等教育局長、日本学生支援機構理事長代理、尚美学園大学副学長等。

## 協定校
海外各地の大学と提携し、交流プログラムの対象として大学と機関がある。
- 南北アメリカ
  - アメリカ：ポートランド州立大学
- ヨーロッパ
  - スウェーデン：スウェーデン王立ストックホルム音楽大学
- アジア
  - 中国：国立南京師範大学、天津外国語大学
  - 韓国：昌原文星大学、京東大学校、京福大学校、東ソウル大学、濟州観光大学、明知専門大学、又松大学校、又松情報大学、新安山大学校、青雲大学校
  - 台湾：中国文化大学、美和技術学院、台南応用科技大学、国立台湾戯曲学院
  - マレーシア：Institut Teknologi Mara (ITM)、School of Audio Engineering Yamaha Academy of Arts & Music
- オセアニア
  - ニュージーランド：Ara Institue of Canterbury

## 運動部
- 硬式野球部 - 全日本女子硬式野球選手権大会優勝5回・全国大学女子硬式野球選手権大会優勝9回・全国大学女子硬式野球選手権 高知大会優勝2回・全日本女子硬式クラブ野球選手権大会優勝1回。

## 主な出身者

### サッカー
- 牧野悟 - 選手（沖縄SV）
- 星野泰聖 - 指導者（広州富力足球倶楽部アカデミーユース）
- 藤﨑将汰 - 選手（おこしやす京都AC）
- 田中淳 - 選手（tonan前橋）
- 佐藤大典 - 選手（リベルタス千曲FC）
- 海老澤宏樹 - 選手（横浜GSFCコブラ）、フットサル選手、サッカー指導者（明治学院大学体育会サッカー部コーチ）
- 杉下聖哉 - 選手（コーンケンFC）
- 小幡直嗣 - 指導者（浦和レッズコーチ兼通訳）
- 林香奈絵 - 選手（ジェフユナイテッド市原・千葉レディース・キャプテン）

### 女子プロ野球
- 磯崎由加里 - 元選手（埼玉アストライア）
- 寺部歩美 - 選手（愛知ディオーネ）
- 中野菜摘 - 元選手（埼玉アストライア）
- 新原千恵 - 元選手、指導者（京都フローラ・ヘッドコーチ）[要出典]
- 里綾実 - 元選手（愛知ディオーネ）
- 熊崎愛 - 元選手（埼玉アストロイア）（平成29年度埼玉県警察官採用試験に合格し、埼玉県警に配属）[要出典]
- 萱野未久 - 元選手（埼玉アストライア）
- 大山唯 - 元選手、指導者（埼玉アストロイア・チーフコーチ）[要出典]
- 出口彩香 - 元選手

### 音楽
- 星村麻衣 - シンガーソングライター
- 矢崎俊輔 - 作曲家、DJ
- 山口裕史 - 作曲家
- 高橋利幸 - 指揮者
- 八木優樹 - ドラマー（KEYTALK）
- Cody・Lee (李) - ロックバンド（髙橋響、山口力毅 ※いずれも在学中）

### その他
- 手塚悟 - 映画監督
- 笹川萌 - YouTuber
- HIMAWARI - プロレスラー、舞台女優